# Петрівка (Харківський район)
Петрі́вка — село в Україні, у Харківському районі Харківської області. Населення становить 23 осіб. Орган місцевого самоврядування — Циркунівська сільська рада.

## Географія
Село Петрівка знаходиться на одному з витоків річки В'ялий, нижче за течією на відстані 2 км розташоване В'ялівське водосховище.